# Noro Morales
Noro Norosbaldo Morales Sanabia (Puerta de Tierra, en San Juan, Puerto Rico el 4 de enero de 1911-San Juan, Puerto Rico el 15 de enero de 1964) fue un músico, compositor, pianista y director de orquesta puertorriqueño.

## Introducción
Para los latinos de Nueva York durante la década de los años 40 y a comienzo de los 50, las palabras “Noro Morales” significaban música bailable excitante. Morales era un hombre obeso que media cinco pies y ocho pulgadas de estatura, y pesaba 280 libras durante la plenitud de sus años. Noro era un héroe puertorriqueño en los años 40s, principalmente por dos razones; la primera, porque algunos de los títulos de las canciones que él escribió llevaban los nombres de varias ciudades de Puerto Rico, y la segunda, porque sus trabajos contenían líricas de Rafael Hernández, las cuales exaltaban la cultura de la isla.
Para la primera mitad de los años 40, los grupos de Noro Morales y Xavier Cugat fueron las bandas más populares en los lugares artísticos de la ciudad de Nueva York. Luego en 1945, el principal rival de la orquesta de Noro Morales fue la orquesta de Machito. En este periodo, la banda de Noro recibía el mayor pago que orquesta alguna podía recibir; por donde quiera que Morales y su grupo aparecían, los músicos de otras bandas venían solamente para ver a la orquesta en acción. Eso fue lo que hicieron en muchas ocasiones Tito Puente, Tito Rodríguez, Charlie Palmieri, Héctor Rivera, Lou Pérez; Pete Terrace, Frankie Colón y Ken Rosa.
Noro murió muy joven, a sus cincuenta y tres años. Debió haber vivido más tiempo si hubiera llevado una vida más sana. Se rumoraba que él consumía una botella de ron al día. Eso, sumado a la obesidad y a la diabetes, debieron ser las causas de su temprano fallecimiento.

## Biografía
A temprana edad manifestó su vocación por la música, al comienzo estudió trombón y contrabajo; sin embargo resaltaba su habilidad en el piano, conjuntamente con sus hermanos, quiénes también mostraron una precoz inclinación musical. Su madre fue Mercedes Sanabia Ellinger y su padre, Luis N. Morales Barada quién fue músico violinista con orquesta particular.  Adolescente de trece años, e integrante del grupo fundado por su padre, al final de los años veinte, el presidente venezolano Juan Vicente Gómez les contrató, para que la agrupación fuese la orquesta del entorno presidencial. En 1930 la familia Morales regresó a Puerto Rico, aunque, años más tarde, con su propia orquesta, Noro Morales volvería a Venezuela.
Cuando fue fundada nuevamente, la agrupación se estableció en Nueva York en 1935, presentándose en el club El Morocco; junto a sus hermanos José, Humberto e Ismael. Ya en 1938 comenzó a adquirir auge y popularidad, y, años después, se consagró con el tema Serenata rítmica. Al año siguiente Noro Morales alternaba con la orquesta de Bobby Byrne en el Glen Island Casino.

## Comienzos
Su padre un músico de profesión y quien tenía su orquesta educó a sus hijos en la música colocándolos en la orquesta a temprana edad. Tenían en Puerto Rico si orquesta, con 13 años de edad Noro mostró habilidades junto a sus hermanos y en 1935 ya eran integrantes. Desde 1940 a 1950, su actividad se desenvolvió casi totalmente en Nueva York, en los escenarios de los clubes La Conga, Stork Club y China Doll, entre otros; a tiempo que alternaba con otras orquestas, como Tito Puente, Bobby Byrne, José Fajardo, y otros. Ganó así fama en la colorida localidad de Harlem, donde surgieron otras figuras de la música popular como Count Basie, Duke Ellington, y otros, que, así como Noro Morales se desenvolvían en clubes nocturnos de esa localidad, tal como el famoso Toreador, muy frecuentado por músicos latinos.
En la vocalización se escuchaban los cantantes Machito (Frank Grillo), Tito Rodríguez, Vicentico Valdés y otros.
En 1950 la orquesta de Noro Morales estaba integrada así:
- bajo: Lidio Fuentes
- bongó: Ramón Rivera
- cantantes: Tito Rodríguez, Vicentico Valdés y Pedro Pellín Rodríguez (quien sería en años posteriores integrante de El Gran Combo de Puerto Rico).
- conga: Chuck Duchesne
- piano: Noro Morales
- saxo alto: Adrián Tei y Drew Walter
- saxo barítono: Irv Butler
- saxo tenor: Joe Grimm
- timbales: Moncho Muñoz
- trompetas: Doc Severinsen, Johnny Costello y Vince Castañeda

## Consolidación
A mitad de los años cincuenta en adelante, la orquesta efectuó constantes giras hacia otros países de Latinoamérica para amenizar fiestas bailables, y, así, visitó muchas veces, en las fiestas de carnaval, y también en Navidad y Año Nuevo, la ciudad de Maracaibo, al occidente de Venezuela. de tal nombre surgió un nuevo tema: el mambo Maracaibo, que tuvo gran aceptación, e, incluso Xavier Cugat, lo integró a su repertorio, al igual que otros temas ya conocidos como Bim bam bum y Oye negra. Esta última también adoptada por otro cultor de los ritmos del Caribe, Edmundo Ros; así como el mismo Ronnie Aldrich, quien, en sus versiones a dos pianos grabó, de Noro Morales Vodoo moon, incluido en el álbum All time piano hits.

## Legado
Su versatilidad en la ejecución del piano hizo de Noro Morales uno de los más reputados intérpretes del instrumento, junto a otros meritorios latinoamericanos del teclado, como Dámaso Pérez Prado, Damirón, Juan Bruno Tarraza, Armando Oréfiche y Everardo Ordaz, entre otros pianistas de la Cuenca del Caribe.
Su estilo se hizo característico e inconfundible, por su habilidad en el recorrido del teclado, con originales "solos" y "montunos", en cuyos fraseos musicales se destacaban indefectiblemente las tonalidades agudas.
La música tropical caracterizó su obra: Oye negra, Vitamina, El sopón, Walter Winchell Rumba, Mambo Coco, Mambo Mono, Vamos ya, O la la, Sha wang ga, Stromboli, Mercedito, Noro's Jump, Serenata rítmica, Ponce, Maracaibo, Mi guajira, y María Cervantes, esta última, en homenaje a una eximia pianista cubana, son parte de la herencia cultural que este artista dejó a la posteridad.
Paciente crónico de diabetes, Noro Morales falleció por complicaciones de la misma el 15 de enero de 1964 en San Juan de Puerto Rico.Fue sepultado en el cementerio Puerto Rico Memorial.

## Discografía
- Rumbas and mambo with Noro Morales
- Noro Morales, his piano and rhythm
- Serenata rítmica con Noro Morales Orchestra
- Walter Winchell Rumba
- Mi guajira
- Tea for two
- 110th Street and 5th avenue
- Up and down mambo
- Rumbambola
- Lo casaron
- Doña Ramona
- El negrito del batey
- Not too fast
- Compadre Pedro Juan
- Can't help it
- Tropical merengue
- Siren
- Semilo
- The twins
- Juan Gomero
- Tomo, que tomo y tomo